# Oecothea macrocerca
Oecothea macrocerca är en tvåvingeart som beskrevs av Gorodkov 1959. Oecothea macrocerca ingår i släktet Oecothea och familjen myllflugor. Inga underarter finns listade i Catalogue of Life.